# Thomas Hehde
Thomas Hehde (* 1963) ist ein deutscher Rundfunkmoderator und Musikjournalist.
Hehde hat das Radiohandwerk beim DDR-Jugendradio DT64 gelernt. 1990 ging er nach Potsdam zum gerade gegründeten Landessender Antenne Brandenburg. Hier war er 21 Jahre on air. Zwischendurch hat er auch als TV-Moderator und Audiolayout-Producer gearbeitet.
Heute moderiert er bei MDR SACHSEN – Das Sachsenradio die Samstagabend-Show Partyzeit. Er zog damit vom Sender „Antenne Brandenburg (rbb)“ um.
Auf Antenne Brandenburg trat er am 7. Juni 1990 das Erbe der legendären Sendung „Wünsch dir doch mal Tanzmusik“ des Senders Stimme der DDR an. Die moderne Version hieß „Dance Party“, später „Partyzeit“. Die Sendung gibt es auch heute noch (Samstag 19–22 Uhr). Die Sendung war oft live unterwegs. Stars der Dancemusik gaben sich die Klinke in die Hand. Schon bei DT64 hat sich Hehde um Disco und Dance gekümmert. Gemeinsam mit dem Redakteur Frank Menzel (heute bei Radio Fritz) hat Thomas Hehde schon 1990 die „DanceCharts“ erfunden.
Beim MDR in Dresden präsentierte er ab 1991 die Oldieparade. Dort hat er sich mehrfach als Elvis-Fan geoutet. Diese Sendung wurde nach einer programmlichen Umgestaltung jedoch vom Programm genommen. Stattdessen ist Thomas Hehde der Moderator und DJ in der „Partyzeit“ am Samstagabend geworden, wo er u. a. auch auf Hörerwünsche eingeht und auch den Partyhit der Woche zur Wahl stellt bzw. spielt. Für den MDR ist er auch ab und an als Discjockey im Fernsehen zu sehen.
Als Dozent und Trainer ist Thomas Hehde seit 2001 für die bekannte ems – Electronic Media School/Schule für elektronische Medien in Potsdam-Babelsberg tätig.